# Подорож до центру Землі (телефільм, 2008)
«Подорож до центру Землі» — американо-канадський телевізійний пригодницький бойовик 2008 року режисера Ті Джея Скотта. Фільм — вільний парафраз однойменного роману Жуля Верна. Фільм було знято у Ванкувері та його околицях влітку 2007 року. Вперше вийшов в ефір на «Ion Television» в січні 2008 року.

## Про фільм
Дія відбувається наприкінці 1870-х років. Жінка наймає антрополога-авантюриста, аби він розшукав її чоловіка, про якого у немає відомостей від часу пошуків ним таємничого шляху до центру землі.
Все побачене зрештою вирішують втаємничити.

## Знімались
| Актор          | Роль            |
| -------------- | --------------- |
| Рікі Шредер    | Джонатан Брок   |
| Вікторія Пратт | Марта Деннісон  |
| Пітер Фонда    | Едвард Деннісон |
| Майкл Допуд    | Сергій Петков   |
| Джонатан Брюер | Вакінта         |
| Еліз Левек     | Емілі           |
| Річард Сайд    | Соломон Сміт    |
| Кармен Мур     | Жриця           |
| Кен Кірзінгер  | боєць           |
| Саймон Бейкер  | Вакінта         |